# Jean Surin
Jean Surin, résistant français, né le 20 février 1921 à Saint-Vaast-la-Hougue, mort le 6 avril 1945 à Mauthausen.

## Biographie
Il s'installe à Mayenne en 1931, où son père Félix-Henri est militaire en poste au 130e régiment d'infanterie à la caserne Mayran. Il y effectue ses études, avant de rejoindre la police. Inspecteur de la sûreté au commissariat de police à Laval, il participe à la Résistance intérieure depuis le 1er septembre 1943 en liaison avec Joseph Brochard du groupe franco-anglais et Suzanne Martinière. Arrêté une première fois en août 1943, et libéré pour non lieu, il est accusé de faits de résistance avec deux autres collègues le 20 janvier 1944. Il est accusé d'avoir délivré des cartes d'identité à des résistants, et à des réfractaires du STO, et effectué des renseignements sur les rafles de la Gestapo.
Ils sont emprisonnés en février 1944 à Laval. Surin est détenu à la maison d'arrêt du Mans, et envoyé à Compiègne. En avril 1944, il est déporté à Mauthausen, où il survit un an, avant de décéder en avril 1945, officiellement du typhus. Ses deux autres collègues sont de retour à Laval en mai 1945.
Une stèle porte son nom au commissariat de police de Laval.

## Sources
- Caroline Lelièvre, « Ils retracent l'histoire du déporté Jean Surin », sur Ouest-France, 3 avril 2014.